# Jelcz 120MV
Jelcz 120MV – autobus miejski produkowany w 1992 roku przez Jelczańskie Zakłady Samochodowe.

## Historia
W 1991 r. Jelczańskie Zakłady Samochodowe rozpoczęły współpracę ze szwedzką firmą Volvo. Efektem jej oprócz stworzenia autobusów M180 i T120V był model 120MV.
Autobus ten posiada oś przednią typu NZ6A1 i oś tylną typu MT1032A. Do napędu tego modelu przewidziano jedną jednostkę napędową firmy Volvo o mocy maksymalnej 245 KM.
Wysokie koszty produkcji autobusu (wiele elementów było importowanych) zadecydowały o wyprodukowaniu tylko prototypu i zakończeniem produkcji tego ciekawego modelu.
Trafił do MPK Rzeszów, gdzie otrzymał numer taborowy 633. Obecnie autobus nie posiada silnika Volvo ponieważ w 2002 roku doszło do poważnej awarii. Zamontowano oryginalny silnik typu WS Mielec SWT 11/300/1, który jest najczęściej używany w modelu 120M.
Autobus został sprzedany 6 grudnia 2012.